# Agaricochaete
Agaricochaete là một chi của nấm thuộc họ Pleurotaceae. Chi này gồm 4 loài được tìm thấy ở châu Phi và châu Á.